# UFC Fight Night: Marquardt vs. Palhares
UFC Fight Night: Marquardt vs. Palhares（ユーエフシー・ファイトナイト：マーコート・バーサス・パリャーレス、別名UFC Fight Night 22）は、アメリカ合衆国の総合格闘技団体「UFC」の大会の一つ。2010年9月15日、テキサス州オースティンのフランク・アーウィン・センターで開催された。
メインイベントではネイサン・マーコートとホジマール・パリャーレスによるミドル級戦が行われた。

## 大会概要
当初は大会名「UFC Fight Night: Maia vs. Belcher」として、デミアン・マイア対アラン・ベルチャーのメインイベントが予定されていたが、ベルチャーが右目の網膜剥離による緊急手術で欠場、8月2日に新たなメインイベントとしてネイサン・マーコート対ホジマール・パリャーレスが決定し、大会名も「Marquardt vs. Palhares」へ変更された。
メインイベントのミドル級戦では、マーコートがトキーニョをパウンドによるTKOで破り、ミドル級王座への再挑戦に接近した。
第9試合のチャールズ・オリベイラ対エフレイン・エスクデロのライト級戦は、エスクデロの4ポンドの体重超過により、159ポンドのキャッチウェイトバウトとして行われた。
キャリア11戦全勝のTPFウェルター級王者デビッド・ミッチェルがUFCデビュー。

## 試合結果

### プレリミナリィカード
第1試合 ウェルター級 5分3R
○  ブライアン・フォスター vs.  フォレスト・ペッツ ×
1R 1:07 TKO（レフェリーストップ：パウンド）
第2試合 ウェルター級 5分3R
○  アンソニー・ウォルドバーガー vs.  デビッド・ミッチェル ×
3R終了 判定3-0（30-27、30-27、30-27）
第3試合 ミドル級 5分3R
○  リッチ・アトニート vs.  ハファエル・ナタル ×
3R終了 判定3-0（29-28、29-28、30-27）
第4試合 ミドル級 5分3R
○  デイブ・ブランチ vs.  トマシュ・ドルヴァル ×
3R終了 判定3-0（30-27、30-27、30-27）
第5試合 ライトヘビー級 5分3R
○  カイル・キングスベリー vs.  ジャレッド・ハマン ×
3R終了 判定3-0（29-28、29-28、29-28）
第6試合 ライト級 5分3R
○  イーブス・エドワーズ vs.  ジョン・ガンダーソン ×
3R終了 判定3-0（30-27、30-27、30-27）

### メインカード
第7試合 ライト級 5分3R
○  コール・ミラー vs.  ロス・ピアソン ×
2R 1:42 チョークスリーパー
第8試合 ライト級 5分3R
○  ジム・ミラー vs.  グレイゾン・チバウ ×
3R終了 判定3-0（30-27、30-27、29-28）
第9試合 キャッチウェイトバウト（159ポンド） 5分3R
○  チャールズ・オリベイラ vs.  エフレイン・エスクデロ ×
3R 2:25 チョークスリーパー
第10試合 ミドル級 5分3R
○  ネイサン・マーコート vs.  ホジマール・パリャーレス ×
1R 3:28 TKO（レフェリーストップ：パウンド）

### 各賞
ファイト・オブ・ザ・ナイト：カイル・キングスベリー vs. ジャレッド・ハマン
ノックアウト・オブ・ザ・ナイト：ブライアン・フォスター
サブミッション・オブ・ザ・ナイト：コール・ミラー、チャールズ・オリベイラ
各選手にはボーナスとして40,000ドルが支給された。